# Crippen Rock
Der Crippen Rock ist ein Klippenfelsen vor der Georg-V.-Küste im Australischen Antarktis-Territorium. Er gehört zu den Mackellar-Inseln in der Commonwealth-Bucht und liegt unmittelbar nordwestlich des Kap Denison.
Teilnehmer der Australasiatischen Antarktisexpedition (1911–1914) unter der Leitung des australischen Polarforschers Douglas Mawson entdeckten ihn. Benannt ist er nach einem der Schlittenhunde der Forschungsreise. Dieser wiederum war benannt nach dem US-amerikanischen Mediziner und Mörder Hawley Crippen, der am 23. November 1910 für den Mord an seiner Ehefrau im Pentonville-Gefängnis in London hingerichtet wurde.